# 리처드 윌슨 (스코틀랜드의 배우)
리처드 윌슨(Richard Wilson, 1936년 7월 9일 ~ )은 스코틀랜드의 배우이다.

## 방송
- 마법사 멀린 시즌 5
- 마법사 멀린 시즌 4
- 마법사 멀린 시즌 3
- 마법사 멀린 시즌 2
- 마법사 멀린 시즌 1

## 영화
- 마법사 멀린 시즌 5 (2012년)
- 노미오와 줄리엣 (2011년)
- 마법사 멀린 시즌 3 (2010년)
- 마법사 멀린 시즌 2 (2009년)
- 마법사 멀린 시즌 1 (2008년) - 가이우스 역
- 킹덤 (2007년)
- 프로퍼지션 (2005년)
- 위민 토킹 더티 (1999년)
- 못말리는 첩보원 (1997년)
- 미스터 빈 - 베스트 모음집 (1996년)
- 난세록 (1996년)
- 걸리버 여행기 (1996년)
- 소프트 탑 하드 숄더 (1993년)
- 하우 투 겟 어헤드 인 애드버타이징 (1989년)
- 미스터 빈 (1989년)
- 백색의 계절 (1989년)
- 머더 바이 더 북 (1986년)
- 포린 바디 (1986년)
- 스크린 투 (1985년)
- 인도로 가는 길 (1984년)
- 크라운 코트 (1972년)
- 아이드 클림 더 하이스트 마운틴 (1951년)